# Axel Graatkjær
Axel Graatkjær (geboren Axel Sørensen; * 19. Januar 1885; † 13. November 1969 in Aarhus) war ein dänischer Kameramann.

## Leben
Er begann 1906 als Mitarbeiter der Nordisk Films Kompagni von Ole Olsen und war fester Kameramann der zahlreichen Kurzfilme von Viggo Larsen, darunter des erfolgreichen Löwenjagd in Ellore (1907). 1910 änderte er seinen Namen Axel Sørensen in „Graatkjær“. Mit August Blom drehte Graatkjær den Fortsetzungsfilm Den hvide Slavehandel (1910/11), Ballettänzerin mit Asta Nielsen in der Hauptrolle und eine frühe Hamlet-Verfilmung (1911).
1913 ging Graatkjær nach Berlin, wo er bis 1916 für alle Asta-Nielsen-Filme von Urban Gad hinter der Kamera stand. Dabei arbeitete er mehrfach mit seinem Kollegen Karl Freund zusammen. Er kam in Kontakt mit wichtigen deutschen Regisseuren und filmte unter anderem für Richard Oswald, Carl Froelich, Friedrich Wilhelm Murnau, Leopold Jessner, Robert Wiene und Paul Czinner.
Mit Beginn der Tonfilmzeit endete Graatkjærs Karriere 1930, und er ging zurück nach Dänemark.

## Filmografie (Auswahl)
| - 1906: En Foræring til min Kone - 1906: Die weiße Sklavin - 1907: Die Löwenjagd (Løvejagten / Løvejagten på Elleore) - 1910: Die weiße Sklavin - 1911: Die weiße Sklavin II - 1911: Ballettänzerin (Balletdanserinden) - 1912: Nina, die weiße Sklavin - 1913: Die Filmprimadonna - 1913: Engelein - 1914: Das Feuer - 1914: Das Kind ruft - 1914: Zapatas Bande - 1914: Der Stolz der Firma - 1914: Die ewige Nacht - 1915: So rächt sich die Sonne (unsicher) - 1915: Der Tunnel - 1915: Vordertreppe – Hintertreppe - 1915: Der geheimnisvolle Wanderer - 1916: Engeleins Hochzeit - 1916: Bogdan Stimoff - 1916: Aschenbrödel - 1918: Mr. Wu - 1919: Morphium - 1920: Der gelbe Tod (2 Teile) - 1920: Kurfürstendamm - 1920: Der Reigen - 1920: Algol – Tragödie der Macht - 1921: Glaube und Heimat - 1921: Irrende Seelen | - 1921: Hamlet - 1921: Zirkus des Lebens - 1922: Phantom - 1922: Der Absturz - 1923: Erdgeist - 1923: Die Liebe einer Königin - 1923: Der Kaufmann von Venedig - 1923: I.N.R.I. - 1924: Nju - 1924: Die Stimme des Herzens - 1925: Das Abenteuer der Sybille Brant - 1925: Schatten der Weltstadt - 1925: Tragödie - 1925: Wallenstein - 1926: Rosen aus dem Süden - 1926: Die Flammen lügen - 1926: Der Juxbaron - 1927: Violantha - 1927: Kopf hoch, Charly! - 1927: Dr. Bessels Verwandlung - 1927: Funkzauber - 1927: Der Meister von Nürnberg - 1927: Die große Pause - 1927: Die schönsten Beine von Berlin - 1928: Das Spreewaldmädel - 1929: Verirrte Jugend - 1929: Flucht in die Fremdenlegion - 1929: Fräulein Lausbub - 1929: Kehre zurück! Alles vergeben! |